# U.K. (album)
U.K. is het debuutalbum van de gelijknamige band. Het werd in december 1977 en januari 1978 opgenomen in de Trident Studios in Londen. Geluidstechnicus was Stephen W. Taylor.

## Geschiedenis
Toen binnen de progressieve rock bekend werd dat Allan Holdsworth, John Wetton, Eddie Jobson en Bill Bruford samen een supergroep startten, werden hoge verwachtingen gekweekt omtrent hun debuutalbum. De vier leden hadden hun sporen verdiend binnen hetzelfde genre (Jobson en Wetton) en fusion (Holdsworth en Bruford). Buiten de progressieve rock gold een ander verhaal. Men was de complexe structuren binnen de rockmuziek een beetje zat en onder een golf van punk verdwenen die complexe structuren met individuele soli (om niet veel later weer op te duiken). 
In de Nederlandse pers werd al vrijwel direct melding gemaakt van creatieve armoede, matige composities en zang. OOR's Pop-encyclopedie (versie 1979) vond het echter een subliem album mede door de diverse muzikale achtergronden (versie 1992 besteedde nog zeven regels aan de band). 
Het album verkocht redelijk in de Verenigde Staten (plaats 65 Album Top 200) en Engeland (plaats 43 in albumlijst). In Nederland haalde het de albumlijsten niet. De band ging op tournee en toen bleek dat de twee stromingen binnen de band onverenigbaar waren. De twee jazzmusici Holdsworth en Bruford vertrokken en kwamen met One of a kind onder de bandnaam Bruford, voordat ook de samenwerking tussen die twee strandde.
Album en de eerste cd-versie werden geplaagd door een dof geluid; bij heruitgaven werd dat grotendeels weggewerkt door Steven Wilson en Eddie Jobson (The Ultimate Collector’s Edition uit 2016). In terugblik kwam meer herwaardering voor het album, AllMusic waardeerde het in 2020 met vier sterren uit 5; de 218 fans die stemden met een 4,5. Ook Progarchives gaf een hoge waardering met 4,11 uit 5 bij 630 stemmen.
René Yedema haalde in 2019 het album nog een keer aan in de rubriek "Monument" in IO Pages Hij meldde nog dat toentertijd al vragen gezet werden omtrent de manier waarop al die ingewikkelde muziek tijdens concerten gespeeld moesten worden. Met name Holdsworth had er als improvisator, moeite mee elke avond de vast omlijnde soli te spelen. Dat leidde tot problemen die nog versterkt werden omdat vanwege de populariteit de tournee door de Verenigde Staten verlengd werd. Het samensmelten van de ideeën van vier musici leverde te veel problemen op, aldus Jobson in 2014. Bruford was het eerder al deels met hem eens, nog aangevuld met dat ze daarbij eigenlijk geen doel voor ogen hadden.

## Musici
- Allan Holdsworth – gitaar
- John Wetton – basgitaar, zang
- Eddie Jobson – toetsinstrumenten (vooral modulaire Yamaha CS-80 en ARP 2500), elektrische viool en elektronica
- Bill Bruford – drumstel, percussie

## Muziek
| Nr. | Titel                                      | Duur |
| --- | ------------------------------------------ | ---- |
| 1.  | In the dead of night (Jobson, Wetton)      | 5:38 |
| 2.  | By the light of day (Jobson, Wetton)       | 4;32 |
| 3.  | Presto vivace and reprise (Jobson, Wetton) | 2:56 |
| 4.  | Thirty years (Wetton, Jobson, Bruford)     | 8:05 |

| Nr. | Titel                                           | Duur |
| --- | ----------------------------------------------- | ---- |
| 1.  | Alaska (Jobson)                                 | 4:45 |
| 2.  | Time to kill (Jobson, Wetton, Bruford)          | 4:55 |
| 3.  | Nevermore (Holdsworth, Jobson, Wetton)          | 6:09 |
| 4.  | Mental medication (Holdsworth, Bruford, Jobson) | 7:26 |

De eerste drie tracks vormen een suite. In the dead of night en Thirty years waren al geschreven voordat Holdsworth en Bruford hun ja-woord gaven. Alaska is speciaal geschreven voor de Yamaha CS-80, die toen net op de markt was gebracht. 
In the dead of night werd samen met Mental medication op single uitgebracht, maar haalde de hitlijsten in Nederland en België niet.